# Entité chimique
Cet article court présente un sujet plus développé dans : Espèce chimique.
En chimie, le terme entité chimique ou entité moléculaire ou encore entité élémentaire est une appellation générique se référant à une entité séparément distinguable, quelle que soit sa nature. Une entité chimique peut être un atome, une molécule, un ion, une paire d'ions, un radical, un ion radical, un complexe, un conformère, une supermolécule, etc.
Le terme entité chimique désigne un objet à l'échelle microscopique pouvant être dénombré, alors que le terme espèce chimique désigne une matière à l'échelle macroscopique constituée d'un ensemble d'entités chimiques identiques. Le nom et la formule chimique peuvent se référer à l'entité chimique ou à l'espèce chimique.
Le degré de précision nécessaire pour décrire une entité chimique dépend du contexte. Par exemple, une « molécule de dihydrogène » peut être une désignation suffisante dans certains contextes, alors que dans d'autres il peut être nécessaire d'en distinguer l'état électronique, et/ou l'état vibrationnel, et/ou le spin nucléaire, etc.

## Vocabulaire
En français, c'est généralement le terme entité chimique qui est utilisé dans ce sens. C'est celui recommandé par le ministère de l'éducation nationale en France. L'Union internationale de chimie pure et appliquée le définit sous le terme anglais molecular entity, qui se traduit littéralement par entité moléculaire, alors qu'elle définit de façon séparée le terme anglais chemical species pour la notion d'espèce chimique. Enfin dans sa définition de la quantité de matière, le Bureau international des poids et mesures utilise le terme d'entité élémentaire avec une définition pratiquement identique.

## Exemples
- Lorsqu'on écrit que « l'air contient environ 1 % d'argon de formule Ar », la formule chimique Ar et le nom argon désignent une espèce chimique, l'argon, un gaz formé d'un grand nombre d'atomes ; mais la formule Ar comme le nom argon peuvent dans un autre contexte désigner un atome d'argon, qui est une entité chimique, par exemple si on écrit que « la couche de valence de l'argon est saturée ».
- Lorsqu'on écrit que « l'eau de mer contient des ions chlorure Cl− », la formule Cl− et le nom ion chlorure désignent l'espèce chimique chlorure, puisque la mer contient un très grand nombre d'ions chlorure ; mais cette formule et ce nom peuvent dans un autre contexte désigner un ion chlorure, qui est une entité chimique, par exemple si on écrit « Cl− a une charge électrique −e ».

Selon le degré de précision souhaité, qui dépend du contexte, on peut se contenter de désigner l'entité ion chlorure Cl− sans plus de précision, ou décrire cette entité chimique plus précisément. Par exemple si le nombre de masse de l'entité est pertinent dans le contexte, il faut préciser de quel isotope du chlore il s'agit, et désigner l'entité comme  35Cl− ou 37Cl−, car ces deux dernières formules sont celles d'entités chimiques différentes.